# Milan Foot-Ball and Cricket Club 1904-1905
Questa voce raccoglie le informazioni riguardanti il Milan Foot-Ball and Cricket Club nelle competizioni ufficiali della stagione 1904-1905.

## Stagione

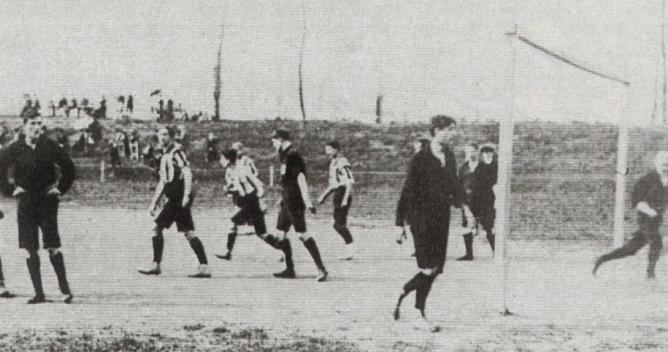
Milan II-Juventus II 0-3 del 2 aprile 1905

In questa stagione il Milan viene battuto nelle eliminatorie del girone lombardo dall'US Milanese, squadra meneghina fondata nel 1902 e che resta attiva fino al 1928. Eliminato subito dal campionato, il Milan si concentra su altri trofei federali, vincendo la Palla Dapples, coppa di importanza paragonabile al campionato.
In questa stagione i rossoneri disputano per la prima volta incontri calcistici con squadre straniere. Nel periodo pasquale del 1905 il Milan incontra il San Gallo, compagine calcistica svizzera fondata nel 1879, e una squadra elvetica di Lugano.

## Divise
La divisa è una camicia a maniche lunghe e strisce verticali sottili della stessa dimensione, rosse e nere, stemma di Milano sul petto (croce rossa su sfondo bianco), calzoncini bianchi e calzettoni neri.
| Manica sinistra · Manica sinistra · Maglietta · Maglietta · Manica destra · Manica destra · Pantaloncini · Calzettoni |

## Organigramma societario
Area direttiva
- Presidente: Alfred Edwards
- Vice presidente: Edward Nathan Berra
- Segretario: Daniele Angeloni

Area tecnica
- Allenatore: Herbert Kilpin

## Rosa
| N. |                        | Ruolo | Calciatore          |
| -- | ---------------------- | ----- | ------------------- |
|    | Italia (bandiera)      | P     | Giulio Ermolli      |
|    | Uruguay (bandiera)     | P     | Attilio Firpi       |
|    | Inghilterra (bandiera) | D     | Herbert Kilpin      |
|    | Italia (bandiera)      | D     | Guido Moda          |
|    | Svizzera (bandiera)    | D     | Hans Heinrich Suter |
|    | Italia (bandiera)      | C     | Daniele Angeloni    |
|    | Italia (bandiera)      | C     | Giuseppe Rizzi      |

| N. |                   | Ruolo | Calciatore        |
| -- | ----------------- | ----- | ----------------- |
|    | Italia (bandiera) | A     | Luigi Bianchi     |
|    | Italia (bandiera) | A     | Giulio Cederna    |
|    | Italia (bandiera) | A     | Gustavo Carrer    |
|    | Italia (bandiera) | A     | Guerriero Colombo |
|    | Italia (bandiera) | A     | Guido Pedroni     |
|    | Italia (bandiera) | A     | Antonio Sala      |
|    | Italia (bandiera) | A     | Alessandro Trerè  |

## Calciomercato
| Acquisti | Acquisti | Acquisti | Acquisti |
| R.       | Nome     | da       | Modalità |
| -------- | -------- | -------- | -------- |

| Cessioni | Cessioni          | Cessioni | Cessioni      |
| R.       | Nome              | a        | Modalità      |
| -------- | ----------------- | -------- | ------------- |
| C        | Alfred Haberlin   |          | fine carriera |
| C        | Paul Arnold Walty | Juventus | definitivo    |
| A        | Enrico Canfari    |          | fine carriera |
| A        | Umberto Scotti    |          | fine carriera |

## Risultati

### Prima Categoria

#### Eliminatoria lombarda
| Arbitro: | Pasteur (Genova) |

|              |           |           |
| Carrer Trerè | Marcatori | Recalcati |

| Arbitro: | Malvano (Torino) |

|                     |           |               |
| Varisco Franziosi ? | Marcatori | Rizzi Trerè ? |

### Torneo FGNI

#### Finale
| Arbitro: | Bosisio (Milano) |

|   |           |  |
| ? | Marcatori |  |

### Palla Dapples

#### Finale
| Arbitro: | Spensley (Genova) |

|  |           |   |
|  | Marcatori | ? |

| Arbitro: | Spensley (Genova) |

|   |           |  |
| ? | Marcatori |  |

| Arbitro: | Bosisio (Milano) |

|   |           |  |
| ? | Marcatori |  |

### Coppa Lombardia

#### Semifinale
| Arbitro: | Bosisio (Milano) |

|   |           |   |
| ? | Marcatori | ? |

#### Finale
| Casteggio 20 settembre 1904 Finale             | Milan     | 3 – 0 referto | US Milanese |  |
| \| \| \| \| \| 5’ 18’ 20’ ? \| Marcatori \| \| |           |               |             |  |
|                                                |           |               |             |  |
| 5’ 18’ 20’ ?                                   | Marcatori |               |             |  |

## Statistiche

### Statistiche di squadra
| Competizione    | Punti | In casa | In casa | In casa | In casa | In casa | In casa | In trasferta | In trasferta | In trasferta | In trasferta | In trasferta | In trasferta | Totale | Totale | Totale | Totale | Totale | Totale | DR  |
| Competizione    | Punti | G       | V       | N       | P       | Gf      | Gs      | G            | V            | N            | P            | Gf           | Gs           | G      | V      | N      | P      | Gf     | Gs     | DR  |
| --------------- | ----- | ------- | ------- | ------- | ------- | ------- | ------- | ------------ | ------------ | ------------ | ------------ | ------------ | ------------ | ------ | ------ | ------ | ------ | ------ | ------ | --- |
| Prima Categoria | 1     | 1       | 0       | 1       | 0       | 3       | 3       | 1            | 0            | 0            | 1            | 6            | 7            | 2      | 0      | 1      | 1      | 9      | 10     | -1  |
| Torneo FGNI     | -     | 1       | 1       | 0       | 0       | 1       | 0       | 0            | 0            | 0            | 0            | 0            | 0            | 1      | 1      | 0      | 0      | 1      | 0      | +1  |
| Palla Dapples   | -     | 2       | 2       | 0       | 0       | 6       | 0       | 1            | 1            | 0            | 0            | 1            | 0            | 3      | 3      | 0      | 0      | 7      | 0      | +7  |
| Coppa Lombardia | -     | 2       | 2       | 0       | 0       | 5       | 1       | 0            | 0            | 0            | 0            | 0            | 0            | 2      | 2      | 0      | 0      | 5      | 1      | +4  |
| Totale          | 1     | 6       | 5       | 1       | 0       | 15      | 4       | 2            | 1            | 0            | 1            | 7            | 7            | 8      | 6      | 1      | 1      | 22     | 11     | +11 |

### Statistiche dei giocatori
| Giocatore   | Prima Categoria | Prima Categoria |
| Giocatore   | Presenze        | Reti            |
| ----------- | --------------- | --------------- |
| D. Angeloni | 2               | 0               |
| L. Bianchi  | 2               | 0               |
| G. Carrer   | 2               | 2               |
| G. Cederna  | 1               | -3              |
| G. Colombo  | 2               | 0               |
| G. Ermolli  | 2               | 0               |
| A. Firpi    | 1               | -7              |
| H. Kilpin   | 2               | 0               |
| G. Moda I   | 0               | 0               |
| G. Pedroni  | 2               | 0               |
| G. Rizzi    | 2               | 1               |
| A. Sala     | 0               | 0               |
| H. H. Suter | 2               | 0               |
| A. Trerè I  | 2               | 3               |